# أويبيغاو-فارنبروك
اويبيغا وارنبروك (بالألمانية: Uebigau-Wahrenbrück) هي مدينة و بلدة ألمانية تقع في ألمانيا في براندنبورغ. يقدر عدد سكانها بـ 6,259 نسمة .

## المدن التوأمة
مدن فادرن، Zawadzkie و باد دربورغ هي مدن توأمة لـاويبيغا وارنبروك.